# Palazzo Roverella
Palazzo Roverella è un palazzo di Rovigo, maestosa testimonianza del periodo rinascimentale ed "estense" della città, che si affaccia su piazza Vittorio Emanuele II, la piazza principale e cuore antico e moderno del capoluogo rodigino.

## Il palazzo

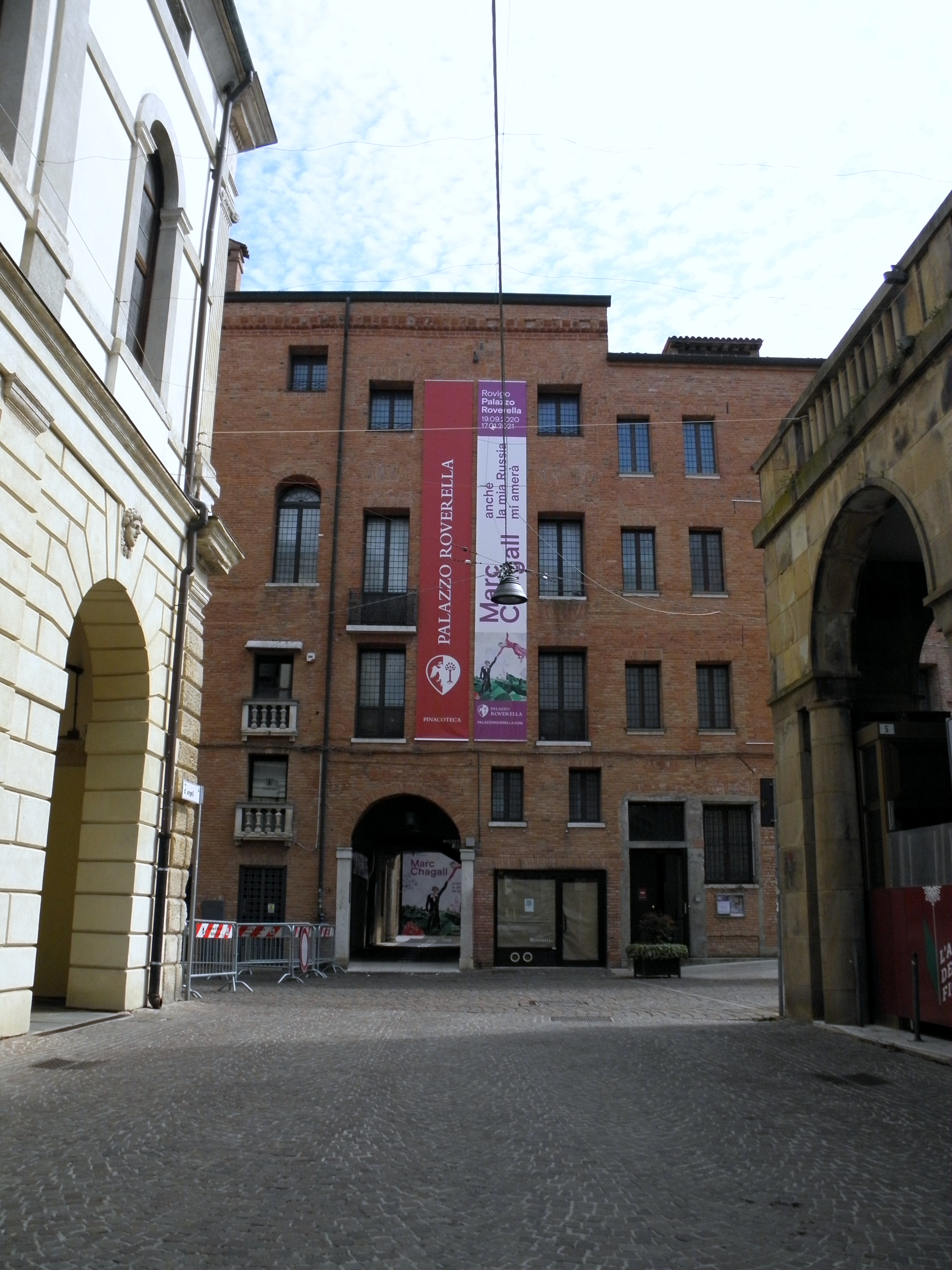
Ingresso della pinacoteca in via Laurenti durante la mostra dedicata a Marc Chagall

Fu commissionato dall'anziano cardinale Bartolomeo Roverella nel 1474. Con la sua mole imponente l'edificio doveva testimoniare il grande prestigio raggiunto dalla famiglia dei Roverella, stabilitasi a Ferrara ma originaria di una località omonima posta tra Rovigo e Lendinara. Non ci è purtroppo pervenuto il nome dell'architetto che progettò il palazzo, anche se è possibile ipotizzare (e generalmente accettare) che al suo disegno non siano state estranee le concezioni artistiche del giovane Biagio Rossetti, ma l'improvvisa morte del committente nel 1477 determinò l'interruzione dei lavori di costruzione. L'uso spesso improprio che se ne fece in seguito, a partire dal tardo Cinquecento, contribuì a moltiplicare nei secoli gli interventi, spesso inadeguati, di ristrutturazione interna e, in tal modo, ad accelerarne anche il degrado.
Alla fine della seconda guerra mondiale fu iniziato il restauro della facciata, la quale, percorsa da tre ordini di aperture di varia forma e misura posate su robuste colonne marmoree, ha così ritrovato la sua unitarietà e si presenta particolarmente armoniosa grazie anche al gioco cromatico creato dal rosso del mattone e dal bianco dei marmi. Il resto del palazzo invece non ha goduto di alcuna reale attenzione sino al 1985, quando ormai molte altre sue parti si erano ulteriormente deteriorate. I lavori di ristrutturazione interna, iniziati nel 2000 ed eseguiti dal Comune di Rovigo e dalla Fondazione Cassa di Risparmio di Padova e Rovigo, hanno portato alla riqualificazione di questo importante bene immobile, non solo restituendolo all'aspetto della dimora padronale originaria, ma inserendolo con equilibrio nella più moderna funzione di prestigiosa sede della Pinacoteca dell'Accademia dei Concordi e del Seminario. Annualmente il palazzo ospita mostre di importanza nazionale ed europea, soprattutto incentrate sull'arte moderna tra 1800 e 1900.

## La pinacoteca

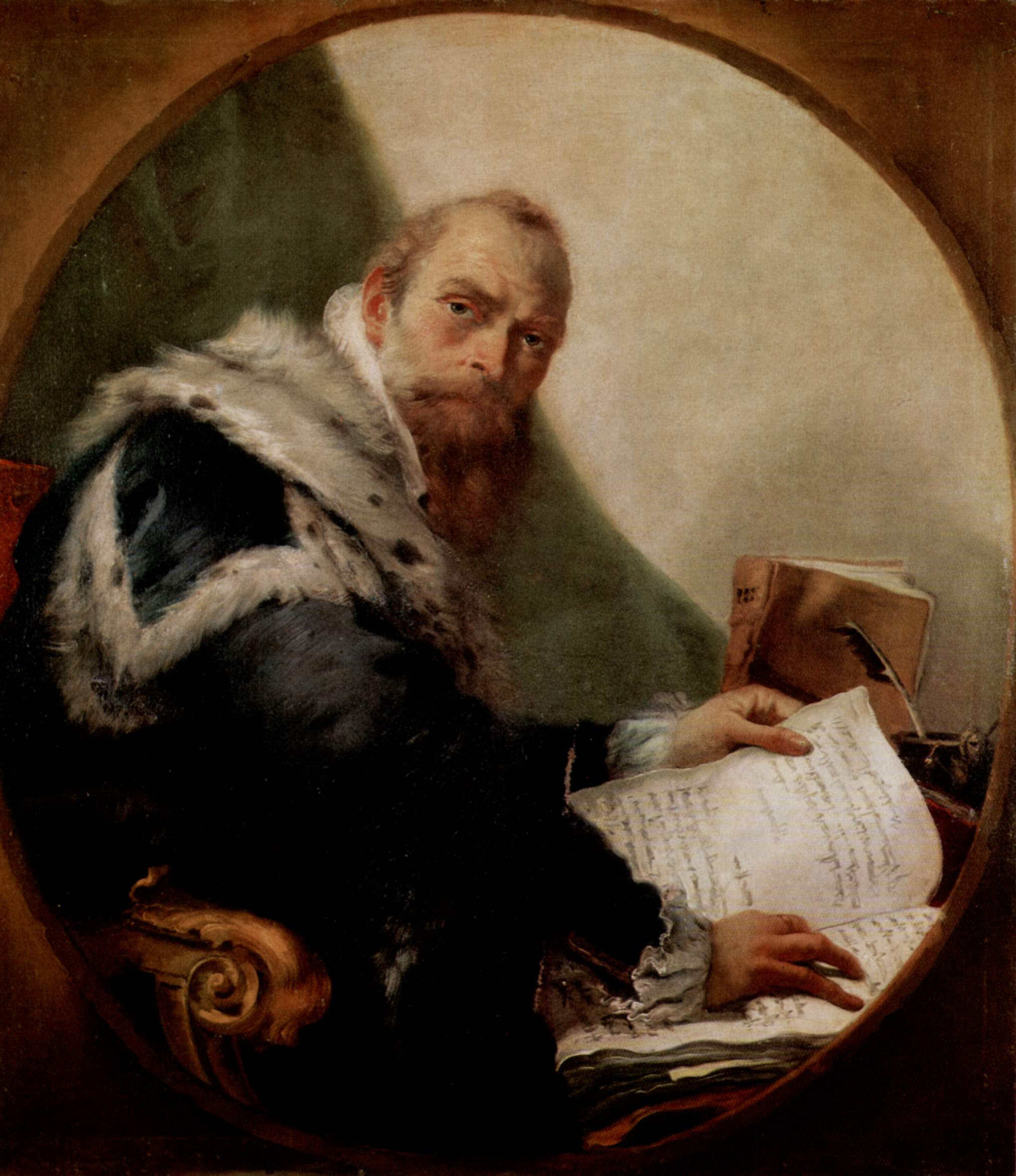
Giambattista Tiepolo, Ritratto di Antonio Riccobono, 1745 circa

L'Accademia dei Concordi, sorta nel 1580 circa per iniziativa del conte Gaspare Campo, comincia ad occuparsi di pittura verso la metà del secolo XVIII commissionando ai maggiori pittori veneti una serie straordinaria di ritratti di rodigini illustri e di protettori veneziani. Anche diversi nobili cittadini cominciano allora ad interessarsi di pittura. Il conte Giovanni Francesco Casilini diventa un vero collezionista d'arte veneta del Quattrocento e del Cinquecento; riunisce nel suo palazzo quasi duecento opere che decide poi di lasciare in legato all'Accademia dei Concordi dimostrando illuminata sensibilità. Con l'arrivo nel 1833 della collezione Casilini ha origine la pinacoteca dell'Accademia dei Concordi. In seguito altri generosi cittadini donano i loro dipinti. Un notevole incremento avviene nel 1878 con il legato di metà della collezione dei conti Silvestri; l'altra metà va al Seminario Vescovile di Rovigo. Il terzo importante legato si verifica nel 1901 grazie al commendatore Albano Gobbetti. Nel 1982 la Pinacoteca del Seminario Vescovile, ricca di circa duecento opere, è stata affidata all'Accademia dei Concordi; è avvenuta così la riunificazione della collezione Silvestri. Si costituisce in questo modo una pinacoteca ricca di opere prevalentemente di arte veneta dal secolo XV al secolo XVIII, tra le quali spiccano alcuni capolavori conosciuti in tutto il mondo.
Tra le opere esposte maggiormente rappresentative troviamo: l'incoronazione della Vergine di Nicolò di Pietro, la Madonna col Bambino tra san Gerolamo e Sant'Elena di Palma il Vecchio, la Madonna col Bambino di Giovanni Bellini, il Ritratto di Antonio Riccobono di Giambattista Tiepolo e la Marina con ponte rotto di Luca Carlevarijs.

## La sezione archeologica
Palazzo Roverella ospita anche alcuni reperti dell'antico Egitto, tra cui le mummie di una donna e un infante, chiamate Meryt e Baby, corredate di ushabti ed altri oggetti e reperti greco-romani, vasi e statuine ex voto, provenienti da donazioni private.